# Kieler Fayencemanufaktur

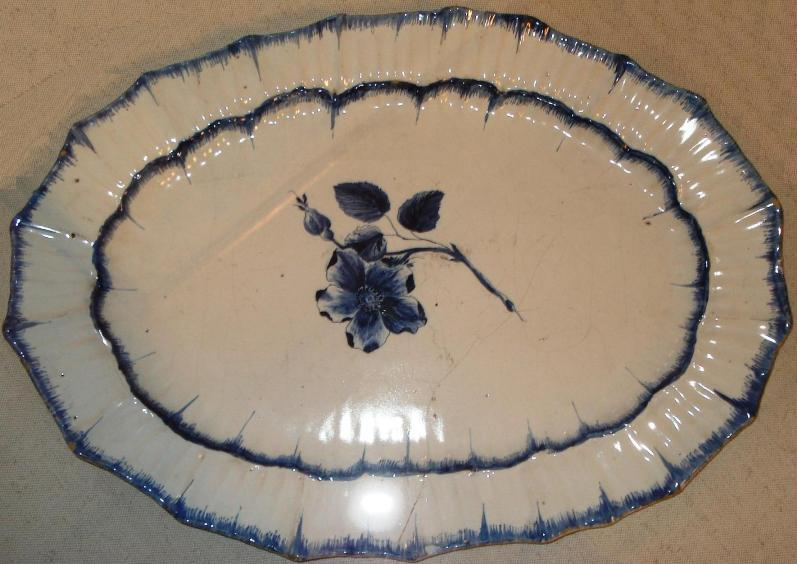
Platte aus der vierten Kieler Fayencemanufaktur

Als Kieler Fayencemanufaktur werden vier Manufakturen in Kiel (im damaligen Herzogtum Holstein) bezeichnet, die zwischen 1758 und 1772 bestanden und Fayencen herstellten.
Die bedeutendste war die „Vierte Kieler Fayencemanufaktur“, die von 1763 bis 1772 bestand und in der während der Zeit ihres Bestehens sehr bedeutende Fayencen geschaffen wurden.

## Erste Kieler Fayencemanufaktur
Anfang April 1758 genehmigte der Kieler Magistrat ein Gesuch von Peter Graff zur Einrichtung einer „Ofen- und Porzellan-Fabrik“. Es ist nicht nachgewiesen, ob die Manufaktur die Produktion aufgenommen hat – weder sind Dokumente erhalten, die eine Produktion belegen, noch sind Produkte erhalten. Zudem ist belegt, dass sich Peter Graff im folgenden Jahr nicht mehr in Kiel aufhielt.

## Zweite Kieler Fayencemanufaktur
Anfang März 1759 genehmigte der Kieler Magistrat ein Gesuch von Friedrich Nissen zur Überlassung eines städtischen Gebäudes und die Erteilung eines Privilegs zur Fayenceherstellung.
Der Betrieb der Manufaktur wurde 1760 eingestellt – es sind keine Produkte erhalten.

## Dritte Kieler Fayencemanufaktur
1762 und 1763 produzierte Tobias Kleffel in Kiel Fayencen – von der Produktion ist eine Terrine erhalten.

## Vierte Kieler Fayencemanufaktur

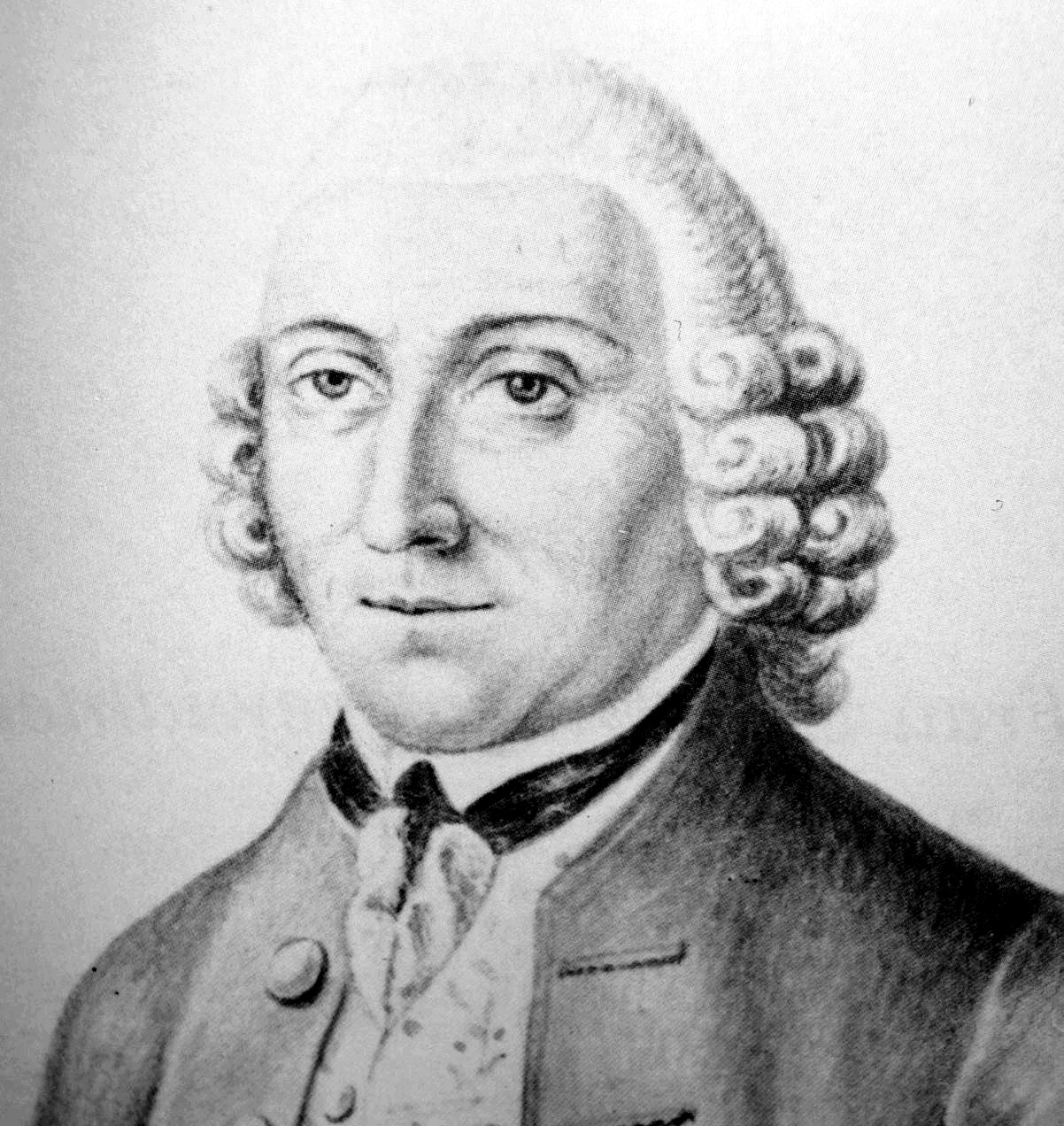
Johann Georg Buchwald (1723–1806), 1769–1771 Leiter der Manufaktur

Die vierte Manufaktur wurde 1763 von Herzog Georg Ludwig, Statthalter von Peter III. (Russland), gegründet.
Von der Gründung bis 1768 wurde die Manufaktur von Johann Samuel Friedrich Tännich, ab 1769 von Johann Georg Buchwald (der zuvor in der Eckernförder Fayencemanufaktur leitete und von dort die beiden Fayencemaler Abraham Leihammer und dessen Vater Johann Leihammer mitbrachte) geleitet.
1771 verließen Johann Georg Buchwald (sowie Abraham und Johann Leihammer) die Manufaktur (und wechselten zur Stockelsdorfer Fayencemanufaktur). Kurz darauf stellte die Kieler Fayencemanufaktur ihren Betrieb ein. Versuche, den Betrieb der Kieler Fayencemanufaktur wieder aufzunehmen, scheiterten.
Die in der Kieler Fayencemanufaktur entstandenen Fayencen, von denen ca. 200 erhalten sind, haben höchste Qualität erreicht und sind für den norddeutschen Raum von kunsthistorischer Bedeutung. Sie finden sich unter anderem im Museum für Kunst und Gewerbe in Hamburg, im Stadt- und Schifffahrtsmuseum Kiel und im Ostholstein-Museum Eutin.